# Episodi di Cuando toca la campana (prima stagione)
La prima stagione della serie televisiva Cuando toca la campana è stata trasmessa su Disney Channel Argentina dal 28 febbraio 2011 al 21 dicembre 2011 e consta di 38 episodi.
| nº | Titolo originale           | Prima TV Argentina | Prima TV Italia |
| -- | -------------------------- | ------------------ | --------------- |
| 1  | Drama                      | 20 febbraio 2011   | 2013            |
| 2  | Entrenamiento              | 28 febbraio 2011   | 2013            |
| 3  | La diva                    | 1º marzo 2011      | 2013            |
| 4  | Poesía                     | 2 marzo 2011       | 2013            |
| 5  | Tribus                     | 7 marzo 2011       | 2013            |
| 6  | Galan                      | 8 marzo 2011       | 2013            |
| 7  | Charraperos                | 9 marzo 2011       | 2013            |
| 8  | Mal sueño                  | 10 marzo 2011      | 2013            |
| 9  | Rock & Roll                | 14 marzo 2011      | 2013            |
| 10 | Piratas a la obra          | 15 marzo 2011      | 2013            |
| 11 | Exámen de química          | 17 marzo 2011      | 2013            |
| 12 | Elecciones                 | 21 marzo 2011      | 2013            |
| 13 | Mentiras                   | 22 marzo 2011      | 2013            |
| 14 | Sueño                      | 23 marzo 2011      | 2013            |
| 15 | ¿Sera que eres tu?         | 24 marzo 2011      | 2013            |
| 16 | Salidas                    | 11 aprile 2011     | 2013            |
| 17 | Chismes - parte 1          | 4 luglio 2011      | 2013            |
| 18 | Chismes - parte 2          | 5 luglio 2011      | 2013            |
| 19 | Periodico escolar          | 6 luglio 2011      | 2013            |
| 20 | Indecisos                  | 7 luglio 2011      | 2013            |
| 21 | El duelo                   | 8 luglio 2011      | 2013            |
| 22 | Tímida                     | 12 luglio 2011     | 2013            |
| 23 | Show de talentos - parte 1 | 13 luglio 2011     | 2013            |
| 24 | Show de talentos - parte 2 | 14 luglio 2011     | 2013            |
| 25 | Alumna francesa            | 22 settembre 2011  | 2013            |
| 26 | Semana de amistad          | 29 settembre 2011  | 2013            |
| 27 | Complicaciones             | 15 settembre 2011  | 2013            |
| 28 | Los solitarios             | 13 ottobre 2011    | 2013            |
| 29 | Espantando a los chicos    | 20 ottobre 2011    | 2013            |
| 30 |                            | 26 ottobre 2011    | 2013            |
| 31 | Amor molesto               | 6 ottobre 2011     | 2013            |
| 32 | Rivales                    | 3 novembre 2011    | 2013            |
| 33 | Casi el primer beso        | 10 novembre 2011   | 2013            |
| 34 | La nueva chica             | 17 novembre 2011   | 2013            |
| 35 | Cambio de roles            | novembre 2011      |                 |
| 36 | Fin de año - parte 1       | 1º dicembre 2011   | 2013            |
| 37 | Fin de año - parte 2       | 8 dicembre 2011    | 2013            |
| 38 | Visita de Super T          | 31 dicembre 2011   | 2013            |

## Drama
- Diretto da: Emiliano Larre
- Scritto da: Vicky Crespo e André Rodrigues

### Trama
Tutto inizia con Nati che cerca qualcosa da filmare e Lucia e Barbi si offrono; ma Nati pensa che loro due non siano abbastanza interessanti. Poi arriva Ana, con la sua tristezza per aver preso 9 in fisica e Nati prende ispirazione per il filmato. Anche Pablo è triste, però lui perché ha preso due cartellini rossi durante una partita di calcio.

## Entrenamiento
- Diretto da: Emiliano Larre
- Scritto da: Vicky Crespo e André Rodrigues

### Trama
Lucia e Miguel scoprono che c'è un concorso per giovani talenti nella scuola ed entrambi vogliono invitare l'altro.

## La diva
- Diretto da: Emiliano Larre
- Scritto da: Vicky Crespo e André Rodrigues

### Trama
Alla scuola arriva la cantante pop Paola.

## Poesía
- Diretto da: Emiliano Larre
- Scritto da: Vicky Crespo e André Rodrigues

### Trama
Alla scuola c'è un concorso di poesie; Ana ne scrive una dedicata a Pablo, ma la lascia davanti alla finestra e, quando DJ la trova, dice a tutti che la poesia è per Pablo. Quando lei viene a saperlo, dice che è dedicata a Pablo Picasso.

## Tribus
- Diretto da: Emiliano Larre
- Scritto da: Vicky Crespo e André Rodrigues

## Galan
- Diretto da: Emiliano Larre
- Scritto da: Vicky Crespo e André Rodrigues

## Charraperos
- Diretto da: Emiliano Larre
- Scritto da: Vicky Crespo e André Rodrigues

## Mal sueño
- Diretto da: Emiliano Larre
- Scritto da: Vicky Crespo e André Rodrigues

## Rock & Roll
- Diretto da: Emiliano Larre
- Scritto da: Vicky Crespo e André Rodrigues

### Trama
Nati, Lucia, Barbi e Ana vogliono formare un gruppo musicale, ma Nati e Lucia vogliono suonare rock e Ana vuole suonare musica leggera, come il jazz. Così formano due band una formata da Ana e Barbi e un'altra formata da Lucia e Nati. Però alla fine le due band si sciolgono e diventano di nuovo amici.

## Piratas a la obra
- Diretto da: Emiliano Larre
- Scritto da: Vicky Crespo e André Rodrigues

## Exámen de química
- Diretto da: Emiliano Larre
- Scritto da: Vicky Crespo e André Rodrigues

### Trama
I ragazzi alla scuola hanno un esame di chimica, allora tutti studiano e Paola si chiede perché nessuno gli presta attenzione, decidendo di assumere DJ e Rodrigo come guardie del corpo.

## Campana electoral
- Diretto da: Emiliano Larre
- Scritto da: Vicky Crespo e André Rodrigues

### Trama
Alla scuola ci sono le elezioni e si sono iscritti Pablo, DJ, Rodrigo, Miguel e un altro studente di nome Ramiro.

## La pura verdad
- Diretto da: Emiliano Larre
- Scritto da: Vicky Crespo e André Rodrigues

## Sueños y pesadillas
- Diretto da: Emiliano Larre
- Scritto da: Vicky Crespo e André Rodrigues

### Trama
Nati racconta a Lucia del sogno che ha fatto, in cui Miguel e Barbie si fidanzavano, e questo provoca la rabbia di Lucia. Anche Rodrigo dice che ha sognato il futuro di Ana, DJ, Nati e Pablo.

## Matias
- Diretto da: Emiliano Larre
- Scritto da: Vicky Crespo e André Rodrigues

### Trama
Ana inizia a spiegare delle cose a Matìas, e i suoi amici si preoccupano perché pensano che sia innamorata e Pablo è geloso.

## Salidas
- Diretto da: Emiliano Larre
- Scritto da: Vicky Crespo e André Rodrigues

### Trama
Miguel invita Lucia al cinema.

## Chismes - parte 1
- Diretto da: Emiliano Larre
- Scritto da: Vicky Crespo e André Rodrigues

### Trama
Paola vuole abbandonare la musica, ma i suoi compagni cercano di farla desistere.

## Chismes - parte 2
- Diretto da: Emiliano Larre
- Scritto da: Vicky Crespo e André Rodrigues

## Periodico escolar
- Diretto da: Emiliano Larre
- Scritto da: Vicky Crespo e André Rodrigues

### Trama
Miguel invita DJ a scrivere la sezione Gossip del giornale della scuola.